# 保罗·卢特思
保罗·卢特思（Paul Lutus，1945年—）是一名美國程序员、飞行员、帆船水手和一名NASA的工程师。
他是下面这些软件的作者：
- Apple Writer，一个字处理软件。
- Arachnophilia，一个流行的Web页面开发环境。在WYSIWYG的Web页面編輯器未出現之前，他的開發環境曾是最受歡迎的Web页面編輯器。
- AboutTime，一个Windows程序，使用Network Time Protocol协议，使得本地的时间和互联网时间服务器的时间保持一致。

他有一个关于Careware的新想法。